# Frozenbyte
Frozenbyte — фінська компанія-розробник відеоігор. Знаходиться в Гельсінкі, Фінляндія. Станом на грудень 2020 року в компанії працювало близько 130 співробітників.

## Історія
Компанія була заснована в 2001 році в Гельсінкі. Першою грою Frozenbyte була «стрілялка» з видом зверху — Shadowgrounds. Гра отримала високі оцінки і навіть була удостоєна ряду нагород в ігрових ЗМІ. І Shadowgrounds, і подальша Shadowgrounds: Survivor були випущені для Linux в 2009 році і опубліковані Linux Game Publishing.
У 2009 році компанія випустила гру Trine. Цей платформер з фізичними головоломками побив рекорд свого попередника, всього (дані на грудень 2011 року) було продано 1,1 мільйона копій гри. 7 грудня 2011 року в продаж надійшло продовження гри — Trine 2, яка була випущена для Microsoft Windows, OS X, PlayStation 3 і Xbox 360 в грудні 2011 року, а потім для Linux в березні 2012 року і Trine 3: The Artifacts of Power, яка була випущена через ранній доступ Steam в серпні 2015 року. Четверта частина, Trine 4: The Nightmare Prince, вийшла в жовтні 2019 року.
Розпродаж Humble Bundle почався 12 квітня 2011 року та включала п'ять ігор від Frozenbyte, включаючи Trine, Shadowgrounds і Shadowgrounds: Survivor, для Microsoft Windows, Mac OS X і Linux. Вона також містила виконувану версію разом з вихідним кодом незавершеної гри Jack Claw і передзамовлення на їх майбутню гру Splot.
4 грудня 2015 року компанія анонсувала Shadwen, стелс-гру, в якій час рухається тільки тоді, коли рухається гравець.
28 травня 2019 року компанія анонсувала нову майбутню гру Starbase, науково-фантастичну МБО, яка, ймовірно, знаходилася в секретній розробці 5 років тому.

## Ігри
- Shadowgrounds — (2005)
- Shadowgrounds Survivor — (2007)
- Trine — (2009)
- Trine 2 — (2011)
- Splot — (2013)

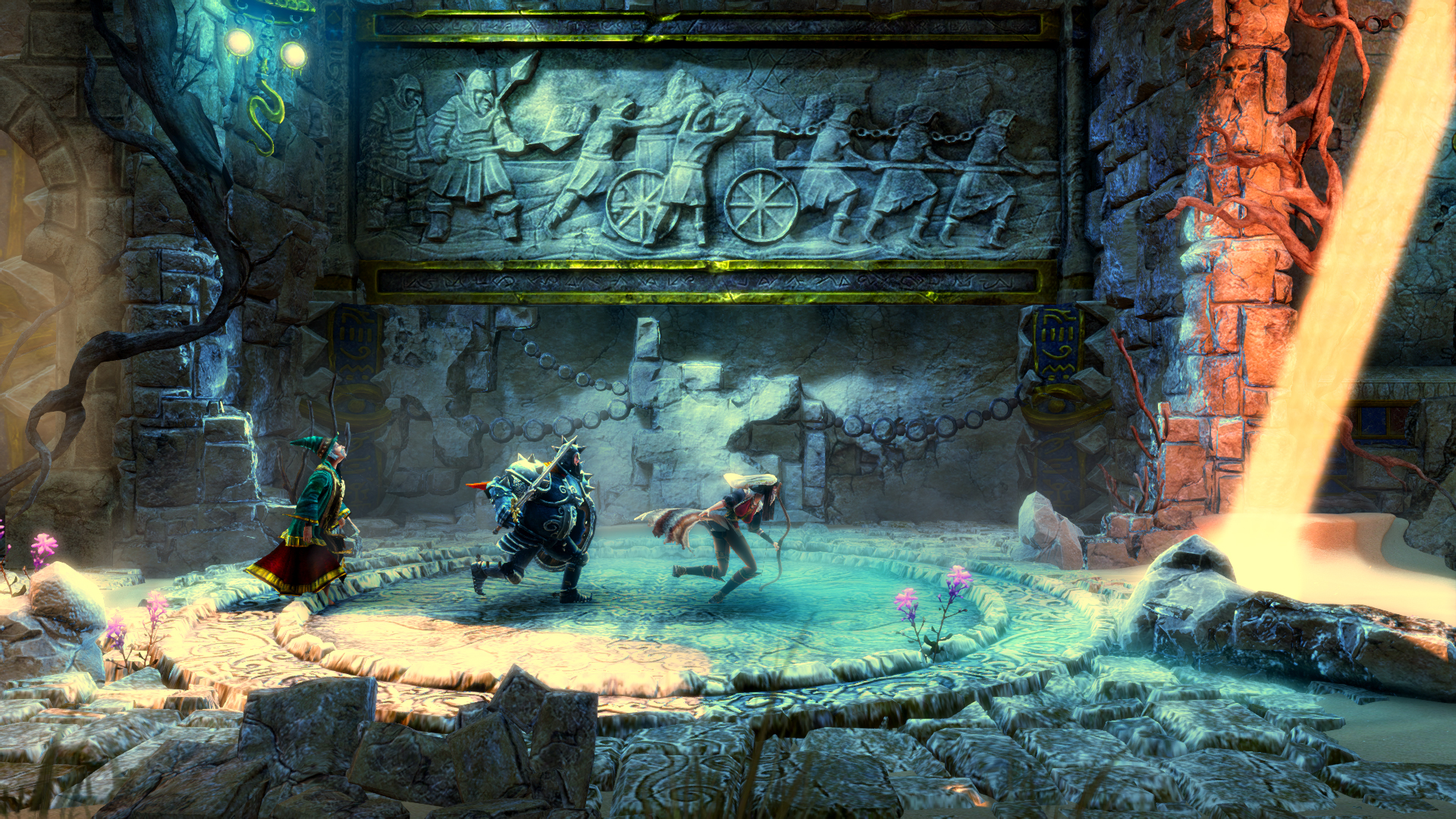
Скрін з Trine 2

- Trine 3: The Artifacts of Power — (2015)
- Shadwen — (2016)
- Nine Parchments — (5 грудня 2017)
- Trine 4: The Nightmare Prince — (2019)
- Starbase — (2021)
- Trine 5: A Clockwork Conspiracy — (2023)

## Посиалння
- Ігри Frozenbyte PlayUA